# Трохи поговоримо?
«Трохи поговоримо?»  — сатиричне оповідання відомого фантаста Роберта Шеклі. Написане в 1965 році. Було вперше опубліковане у жовтні 1965 року в журналі «Galaxy Science Fiction». Тоді ж номінувалося на премію «Г'юго». Входить до авторської збірки «Пастка для людей».
У творі порушено питання про замасковану агресію держав (єдиної Землі в оповіданні), які під законним приводом привласнюють те, що їм потрібно (чужі планети).

## Сюжет
Джексон приземляється на нову населену планету (аборигени називають її На). Він — феноменальний поліглот, вміє швидко вчити будь-які мови, але головна його мета — придбати будь-яку нерухомість, для того, щоб Земля мала законний привід для захоплення планети під приводом захисту свого громадянина.

Земля була вкрай цивілізованим місцем, де звикли поважати закони. А жодна цивілізована нація, яка дотримується законів, не любить бруднити руки в крові. «…» Звичайно ж, посланників потрібно захищати, а вбивство повинне каратися — це всі знають. Але все одно неприємно читати про геноцид, попиваючи свою ранкову каву. Такі новини можуть зіпсувати настрій на весь день. Три-чотири геноциди, і людина може так розсердитися, що віддасть свій голос іншому кандидату.

Але еволюція мови хон йшла неймовірно швидко — протягом тижня вона змінилася невпізнанно.

Мова планети була точною, неймовірною подобою річки Геракліта. «Не можна двічі ступити в одну й ту ж річку, — сказав Геракліт, — адже в ній вічно течуть інші води».

Як наслідок Джексон (і Земля) вперше зазнав поразки, і, обсипаючи все і вся прокльонами, полетів геть. Все закінчується розмовою наян новою версією хону (яку поза всесвіту оповідання неможливо перевести), обговорюють якусь «жахливу правду», пов'язану з Джексоном, «яку нам краще не знати».